# Wieś folwarczna
Wieś folwarczna – wieś, której centrum stanowił folwark lub dwór z zabudowaniami gospodarczymi. Obok stały czworaki dla służby dworskiej i niekiedy małe skupisko zagród gospodarzy indywidualnych, drobnorolnych.
W okresie gospodarki socjalistycznej, wskutek parcelacji obszaru dworskiego, niejednokrotnie wsie folwarczne przekształcały się we wsie rozproszone, w których każdy gospodarz miał zagrodę na własnej parceli, a dawny folwark zamieniał się w resztówkę. Obecnie resztówki zostały przeważnie przeznaczone na społeczne potrzeby wsi.
Wsie te składały się głównie z 2 części: zabudowa gospodarcza oraz wieś zagrodnicza. Mogła występować także część trzecia, zwana rezydencją. Tego typu wsie występują głównie w północnej części Polski.